# Амалия Баварская
Амалия Мария Баварская (нем. Amalie Maria in Bayern; 24 декабря 1865, Мюнхен — 26 мая 1912, Штутгарт) — единственная дочь баварского герцога Карла Теодора и его жены Софии Саксонской.

## Биография
4 июля 1892 года в городе Тегернзе состоялась свадьба Амалии Баварской с герцогом Вильгельмом фон Урахом (морганатическая ветвь Вюртембергского дома), который в 1918 году был провозглашен королём Литвы и удерживал этот титул чуть более ста дней. Амалия родила ему девятерых детей:
1. Мария Габриела Урахская (1893—1908) — умерла в 15-летнем возрасте;
2. Елизавета Урахская (1894—1962), супруга Карла, принца Лихтенштейна, тётя Франца Иосифа II, имела двух сыновей и двух дочерей;
3. Карола Урахская (1896—1980);
4. Вильгельм Урахский (1897—1957) — вступил в морганатический брак с Элизабет Тойрер и отказался от правопреемства, имел двух дочерей;
5. Карл Геро Урахский (1899—1981) — титулярный король Литвы, герцог Урахский, женат на графине Габриэле Вальдбургской, детей не имел;
6. Маргарита Урахская (1901—1975), замуж не выходила, бездетна;
7. Альбрехт Урахский (1903—1969) — граф Вюртембергский, журналист, лингвист и дипломат; два морганатических брака, трое детей;
8. Эберхард Урахский (1907—1969) — принц Урахский, был женат на принцессе Иниге Турн-и-Таксис, имел пятерых детей;
9. Мехтильда Урахская (1912—2001) — была супругой принца Карла Фридриха Гогенлоэ-Вальденбург-Шиллингсфюрст, имела пятерых детей.

Амалия умерла в Штутгарте в возрасте 46 лет вскоре после рождения девятого ребёнка.